# Oy Hartwall Ab

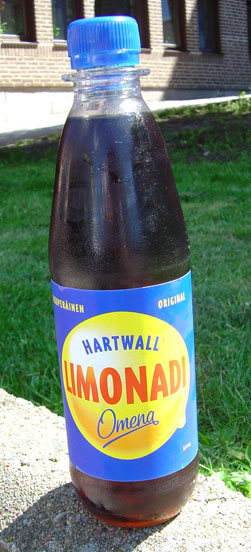
En av Hartwalls produkter.

Oy Hartwall Ab är ett finländskt bryggeri med huvudkontor i Helsingfors och produktion av öl, cider och läsk i Lahtis. Produktionen i Torneå Bryggeri stängdes den 31 augusti 2010 och flyttades istället över till Lahtis. Hartwall är Finlands största bryggerikoncern och ägs av Royal Unibrew.
Import av alkoholdrycker sker i regi av dotterbolaget Oy Hartwa-Trade Ab.
2012 sålde Hartwall 300 miljoner liter drycker, hade en omsättning på 300 miljoner euro och hade 862 anställda.

## Historik
Bryggeriet grundades 2 februari 1836 i Sederholmska huset vid Senatstorget av Victor Hartwall (1800-1857) och den första fabriksbyggnaden inrymmer idag en del av Helsingfors stadsmuseum. Hartwall hade 1831 tillsammans med P.A. von Bonsdorff startat en liten mineralvattenfabrik i Helsingfors, vilken var Nordens första. 1836 blev Hartwall ensam ägare.
1864 inledde Hartwall tillverkningen av läskedrycker, och 1949 påbörjades produktionen av företagets populäraste läskedryck, Hartwall Jaffa. Fabriken flyttades 1962 till Kånala i Helsingfors, där den blev kvar till sin nedläggning 2003.
Hartwalls ölproduktion inleddes 1966, genom köp av bryggeriet Lappeenranta-Lauritsala i Villmanstrand, grundat 1857. Hartwall genomgick sedan en stark expansion från slutet av 1960-talet, inte minst beroende på att mellanölet släpptes fritt 1969, och denna expansion skedde till stor del genom förvärv av andra bryggerier. Bock bryggeri i Vasa, grundat 1890, köptes 1969. Aura i Åbo, grundat 1884, köptes 1971. Lapin kulta i Torneå, grundat 1873, köptes 1980, och Mallasjuoma i Lahtis, grundat 1912, köptes 1988.
Senare skedde koncentration av produktionen genom nedläggning av flera av de inköpta anläggningarna och flytt av produktionen till annan ort. 1986 skedde nedläggning i Vasa, 1993 i Villmanstrand, 1995 i Åbo och 2003 i Kånala. Ölproduktionen i Torneå lades ned 2010, och Lahtis blev då Hartwalls enda produktionsanläggning för öl, läskedrycker, cider och mineralvatten.
Hartwall tillverkade 1957-1999 Coca-Cola på licens, men från 1999 produceras istället Pepsi-Cola.

### Expansion utomlands
Hartwall startade 1991 tillsammans med svenska AB Pripps Bryggerier konsortiet Baltic Beverages Holdings (BBH), som detta år köpte bryggeriet Saku i Estland. BBH expanderade därefter genom att köpa ett antal bryggerier i Ryssland, Lettland, Litauen och Ukraina.

### Uppköp och ägarbyten
Börsbolaget Hartwalls samtliga aktier köptes 2002 av det brittiska bolaget Scottish & Newcastle (S&N), som då var det tredje största bryggeriföretaget i Europa. S&N köptes 2008 av nederländska Heineken och danska Carlsberg, och i samband med det övertog Heineken ägandet av Hartwalls produktion.
2013 köpte det danska bryggeriet Royal Unibrew Hartwall från Heineken för cirka 470 miljoner euro. Affären krävde godkännande från konkurrensmyndigheten i Estland, eftersom affären även omfattade produktion av Heineken för Finland och Baltikum. Affären blev klar i augusti 2013.
Släkten Hartwall, som tidigare ägt bryggeriet, var efter affären 2002 storägare i S&N. I och med affären 2008 lämnade de ägandet i branschen, och en stor del av inkomsterna från försäljningen placerades i släktens investmentbolag Hartwall Capital.

## Exempel på varumärken

### Öl
- Lapin Kulta
- Karjala
- Aura

### Övriga alkoholdrycker
- Original Long Drink
- Upcider cider
- Happy Joe cider

### Läskedrycker
- Hartwall Jaffa
- Hartwall Limonadi Omena
- Pommac
- Hartwall Vichy Original
- Hartwall Novelle
- ED energidryck